# سیلوینا گاره

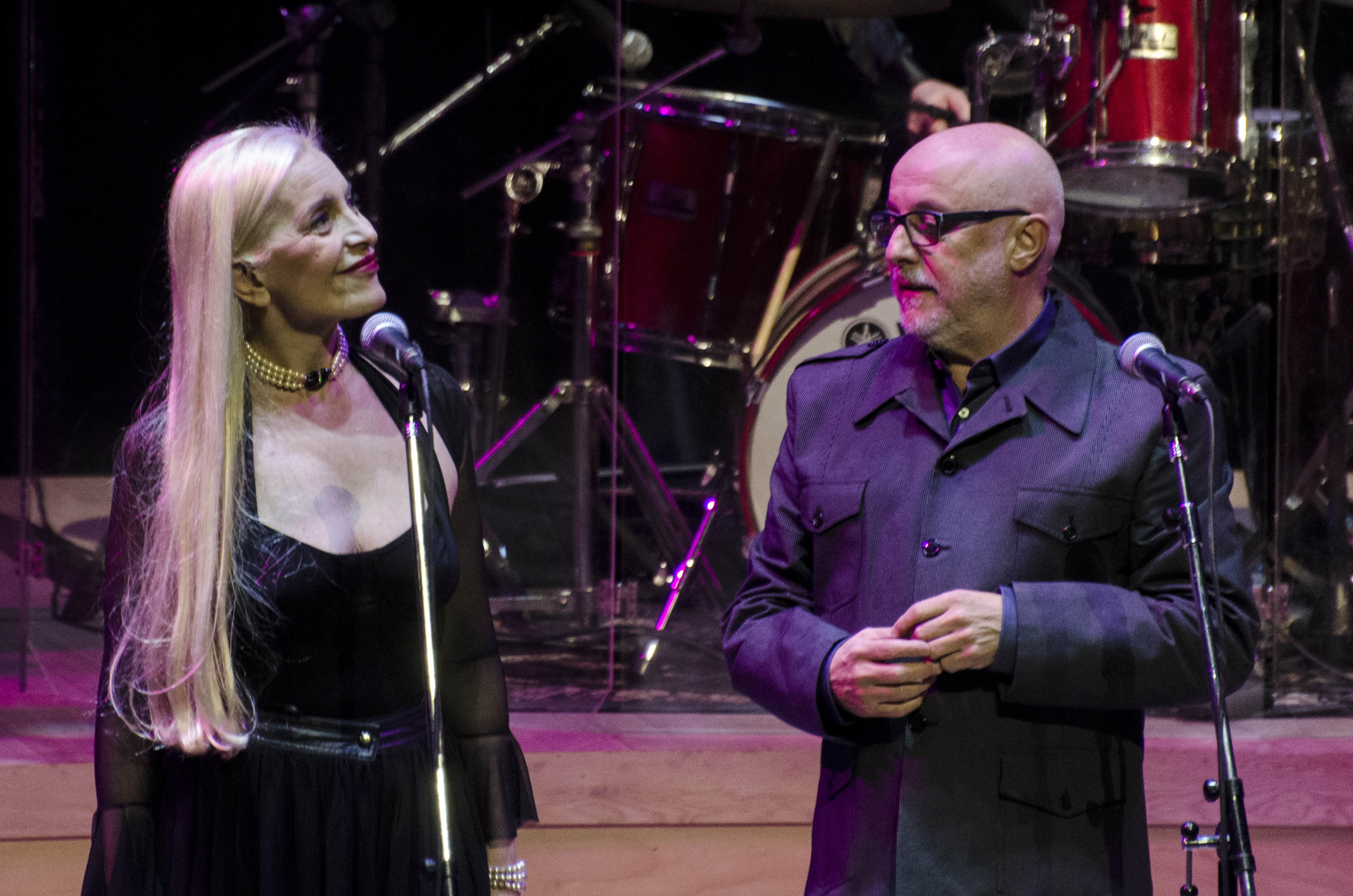
سیلوینا گاره و خوان کارلوس باگلیتو در برنامه "زمان بازتاب"، در حال ادای احترام به مانولو خوارز در مرکز فرهنگی کرشنر

سیلوینا گاره (روساریو، سانتا فه، ۴ اکتبر ۱۹۶۱) یک خواننده پاپ و راک آرژانتینی و ترانه‌سرا است. در روزاریو، زادگاهش، پیانو، فلوت عرضی، گیتار و تاریخ موسیقی را آموخت. او هوادار باشگاه اتلتیکو روزاریو سنترال است.

## آهنگ‌شناسی
تولیدات رسمی این خواننده به شرح زیر است:
- 1983: The Morning After[۳] - EMI
- ۱۹۸۴: شما به معجزه ایمان خواهید آورد[۴] - EMI
- ۱۹۸۶: بیگ تاون کوئینز[۵] - EMI
- ۱۹۸۷: با این حال بدن دیگری[۶] - EMI
- 1989: Baglietto - Garré live Opera Theatre[۷] - EMI
- 1990: Silvina Garré[۸] - EMI
- 1991: Coliseum '91 Live[۹] - EMI
- ۱۹۹۲: از هر کس که می‌خواهد بشنود که می‌شنود اجتناب کنید
- ۱۹۹۵: زبان مقدس ما - Distribuidora Belgrano Norte
- 2007: Desire - Acqua Records
- ۲۰۰۸: آهنگ‌های بدون زمان - Acqua Records
- ۲۰۱۰: بیش از دیوانه - Discos Melopea
- 2011: Rosario Trovas - Acqua Records
- 2014: Baglietto - Garré با هم در تئاتر Opera - Leader Music
- 2016: Jobim Archive (مشترک با Litto Nebbia) - Melopea Discos
- ۲۰۱۸: چرخ فلک - نسخه مستقل
- 2019: Nebbia+Mestre+Garré+Soulé به صورت زنده در دستان شماست ۲۰۱۹ - دیسکوهای Melopea
- ۲۰۲۰: پرتره کائتانو ولوسو - راجات رکوردز
- ۲۰۲۰: سلف پرتره - Rajate Records
- 2022: La Trova Rosarina زنده (به اشتراک گذاشته شده با خوان کارلوس باگلیتو، روبن گلدین، خورخه فاندرمول، آدریان آبونیزیو و فابیان گالاردو)